# 大寺祐恵
大寺 祐恵（おおてら ゆえ、1986年6月27日 - ）は、日本の元女優、元ファッションモデル。埼玉県出身。

## 来歴
元子役であり、1990年代末期からCMやテレビドラマに出演していた。また、2000年から2003年まで女子小中学生向けのファッション雑誌『ニコラ』の専属モデル（ニコモ）も務めていた。当時の所属事務所は有限会社ブレンデンで、事務所公式サイトには自身の特設ページも設けられていた。
ブレンデンを退所した後、2008年に株式会社WILLに所属した。WILLへの所属後には女優として活動しており、事務所公式サイトにおいても「TALENT/MODEL」ではなく「ACTOR/ACTRESS」の欄にプロフィールページが設けられていた。
2010年1月、自身のブログにて芸能活動を辞めたこと、そして4月から介護の専門学校に通うことを公表した。
引退から6年後の2016年、元ニコモ女性たちによる月刊デジタルファクトリーの電子写真集『みんなニコ㋲だった！』第13回の撮影に参加した。また2017年には、2歳の子を持つ主婦であることをFacebookにて公表した。

## 出演

### CM
- バンダイ「たまごっち」（1997年）
- エバラ食品工業「おはしでステーキ」（1997年）
- ソニー・コンピュータエンタテインメント「クラッシュ・バンディクーシリーズ」（1998年）
- 三菱自動車工業「シャリオグランディス」（1998年）
- トヨタ自動車「TOYOTA HEART LABEL」「F1 CHALLENGE」（2001年）[7]
- コナミ「ときめきメモリアル3 〜約束のあの場所で〜」（2001年 - 2002年）[7]
- TOMY「LETTA」「amily・ツイストヘアメイク」「おうちでプリクラ」「ゆびのりピピ」（2002年 - 2003年）[7]
- NTTドコモ 国際サービス「つながるバスツアー」篇（2008年）
- ファミリーマート「地産で地食へ」（2009年）[8]
- サンウエーブキッチン

### テレビドラマ
- 春のドラマスペシャル 輝きを忘れない（1997年、TBS） - 朝井麻里子 役
- 衛星ドラマ劇場 櫂 第1話（1999年、NHK BS2） - 豊美（演：麻生久美子）の少女時代 役

### プロモーションビデオ
- うたいびとはね「花火」（2000年）
- DREAMS COME TRUE「OLA! VITORIA!」（2004年）

### テレビ番組
- Parky Party（2002年、テレビ東京）

### 舞台
- Swanky Rider 第12回公演「ホーンテッドアパート」（2009年、中野ザ・ポケット） - 鈴木良子 役[9]

## モデル活動

### 雑誌
- nicola（2000年 - 2003年、新潮社） - ニコモ
- TOW（2001年、朝日出版社） - 巻頭グラビアモデル
- 週刊ビッグコミックスピリッツ増刊「新増」（2001年、小学館） - 表紙・巻頭モデル
- ピチレモン別冊 annex pichi Vol.3（2004年、学習研究社）[10]
- ディズニーファン増刊 ディズニー♥リセ（2004年、講談社）[10]
- junie（2004年、扶桑社）[10]
- non-no（2004年、集英社）[10]
- ゆかたのヘアメイク（2004年、ブティック社）[10]
- 別冊家庭画報 振袖大好き！ 2005〜2006（2004年、世界文化社）[10]
- CANDy SS（2004年、白泉社）[10]
- Seventeen（集英社）
- ピチレモン（学習研究社）
- 別冊コミックチーズ（小学館）
- CUTiE（宝島社）
- mini（宝島社）
- 小学六年生（小学館）
- DUeT（ホーム社/集英社）
- Memew（近代映画社）
- Hot-Dog PRESS（講談社）
- FLASH EXCITING（光文社） - 表紙・巻頭グラビアモデル

### カタログ
- Voi Cute 2002秋号 No.03（2002年、丸井）[11]
- piu（2002年 - 2004年、イー・エス・エス）
- piu 放課後クラブ 2004秋号・2005お年玉号（2004年、イー・エス・エス）[10]
- pom ponette junior（ナルミヤ・インターナショナル）
- さが美 - カタログモデル
- ジョイフルまるやま - カタログモデル

### 広告
- トヨタ自動車「F1 CHALLENGE」
- 七十七銀行
- ミノルタ - 雑誌広告モデル
- NTTドコモ「モバイラーズチェック」

### 電子写真集
- 月刊デジタルファクトリー みんなニコ㋲だった！〜第13回 大寺祐恵〜（2016年）